# عشرب
العشرب (الاسم العلمي: Exacum) هي جنس من النباتات يتبع الفصيلة الجنطيانية من رتبة الجنطيانيات.